# Afidoïdeus
Els afidoïdeus (Aphidoidea) són una superfamília d'insectes hemípters del subordre dels esternorrincs, que inclou els populars pugons. Són de mida peita i s'alimenten xuclant la saba de les plantes, perjudicant-les greument i essent vectors de virus de les plantes.
Són un grup amb un gran èxit biològic. Inclou 10 famílies i 4.400 espècies conegudes, 250 de les quals són plagues agrícoles i forestals. La seva mida varia entre d'un a deu mil·límetres.

## Reproducció

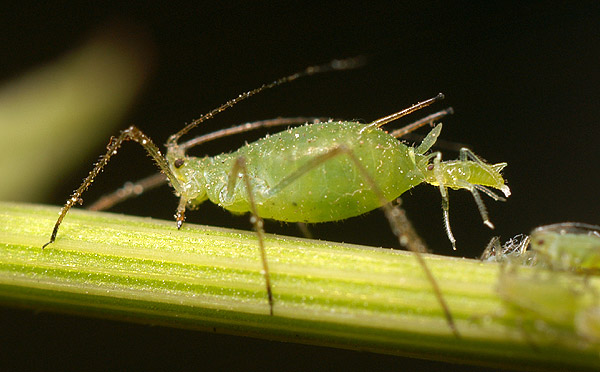
Afidoïdeu parint

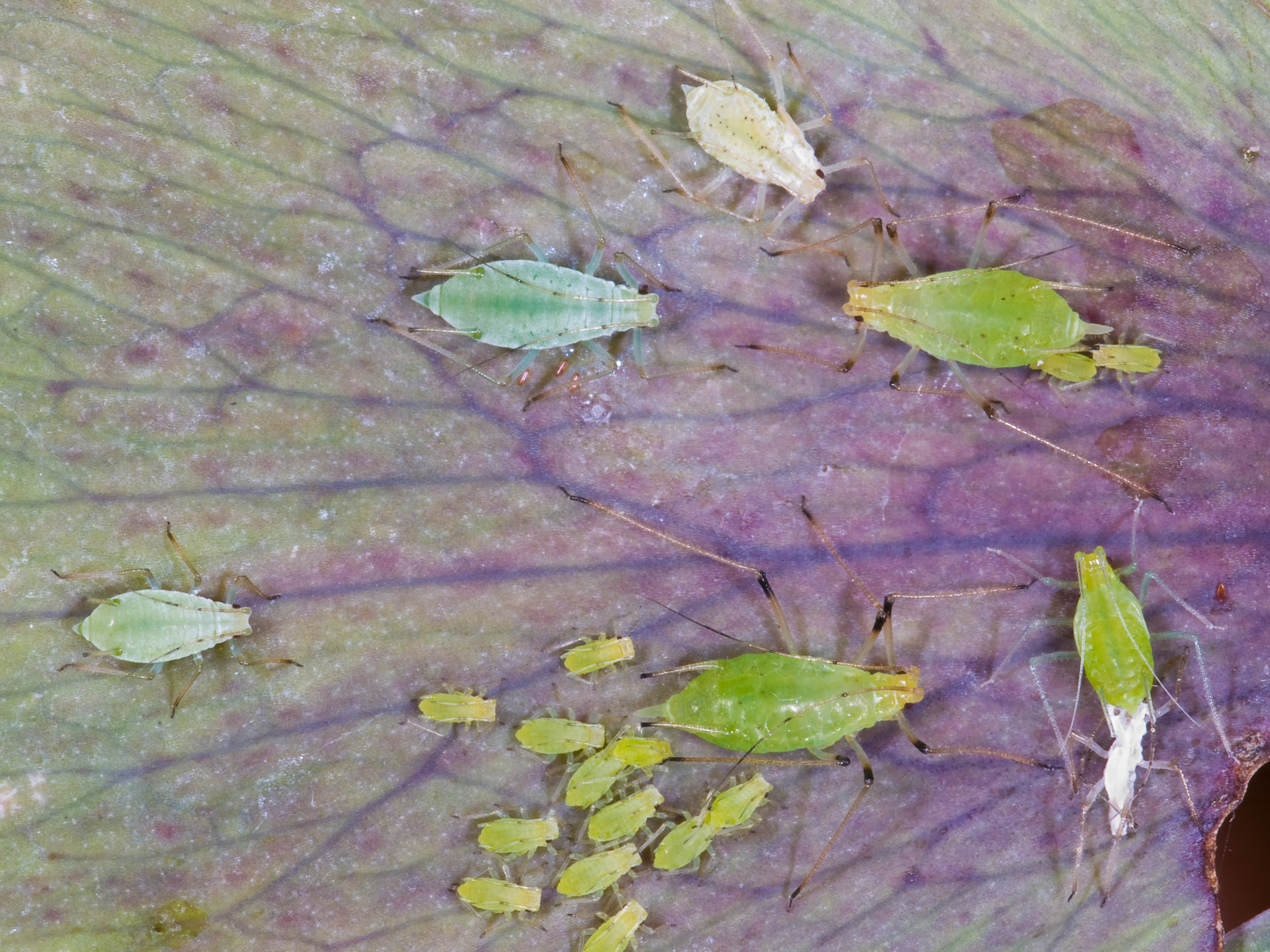
Afidoídeus joves sobre el marxívol Helleborus niger

Algunes espècies d'afidoïdeus tenen complexes i poc corrents adaptacions reproductives entre les quals s'inclouen tenir a la vegada reproducció sexual i reproducció asexual.
Molts afidoïdeus tenen partenogènesi cíclica i viviparisme. A la primavera i l'estiu pràcticament només hi ha femelles, els ous passen l'hivern són de les anomenades femelles fundadores. A la tardor té lloc la reproducció sexual ovípara segurament causada pels canvis en el fotoperíode i la temperatura i la davallada en les fonts d'aliment.

## Enemics naturals
Entre els seus enemics naturals es troben coleòpters (marietes), dípters (sírfids), vespes paràsites (Aphidoletes aphidimyza), aranyes cranc (tomisoïdeus) neuròpters (crisòpids), i fongs entomopatògens com Lecanicillium lecanii i els Entomophthorales.

## Distribució
Cosmopolita però especialment en zones temperades. Poden migrar a grans distàncies principalment transportat pel vent. Per exemple el pugó de l'enciam (Nasonovia ribisnigri) es creu que ha passat de Nova Zelanda a Tasmània d'aquesta manera. Els pugons es dispersen també per transport humà de plantes infestades.

## Relació amb fil·loxera i adèlgids
Afidoïdeus, adèlgids i fil·loxèrids estan estretament relacionats i s'ubiquen ja sigui en la superfamília Aphidoidea (Blackman i Eastop, 1994) o en dos superfamílies (Phylloxeroidea i Aphidoidea).